# Sadziec plamisty
Sadziec plamisty (Eutrochium maculatum (L.) E.E.Lamont) – bylina z rodziny astrowatych (Asteraceae) występująca dziko we wschodniej części Ameryki Północnej.

## Morfologia
ŁodygaSięga 2 m wysokości, ma czerwone plamki, w górze jest gruczołkowato owłosiona.
LiścieLancetowato-owalne, ząbkowane (nieregularnie), na krótkich ogonkach. Ułożone po 4-5 okółkowo.
KwiatyZebrane w koszyczki płasko ułożone (czasami dwupoziomowo). W nich 9-30 purpurowych kwiatów, które kwitną od lipca do września.

## Zmienność
Odmiana 'Atropurpureum' posiada purpurowoczerwone łodygi oraz wiśniowe kwiaty.

## Uprawa
Roślina uprawiana jako roślina ozdobna. Strefy mrozoodporności 5-10. Wymaga wilgotnych, próchnicznych gleb zawierających wapń, może rosnąć koło zbiorników wodnych, najlepiej na stanowisku słonecznym. Po przekwitnięciu należy rośliny lekko przyciąć. Rozmnaża się przez podział wczesną wiosną lub późną jesienią, albo przez sadzonki wytwarzane latem.